# Колёсоотбойная тумба

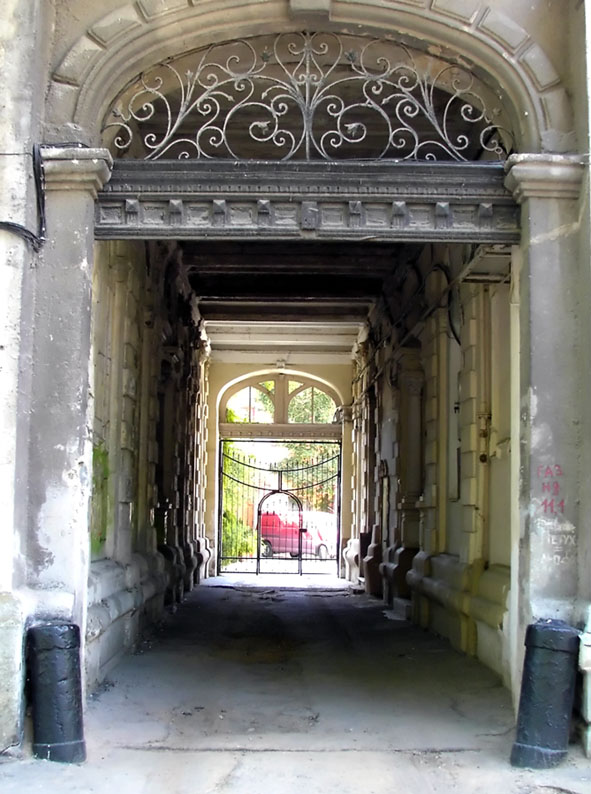
Колёсоотбойные тумбы

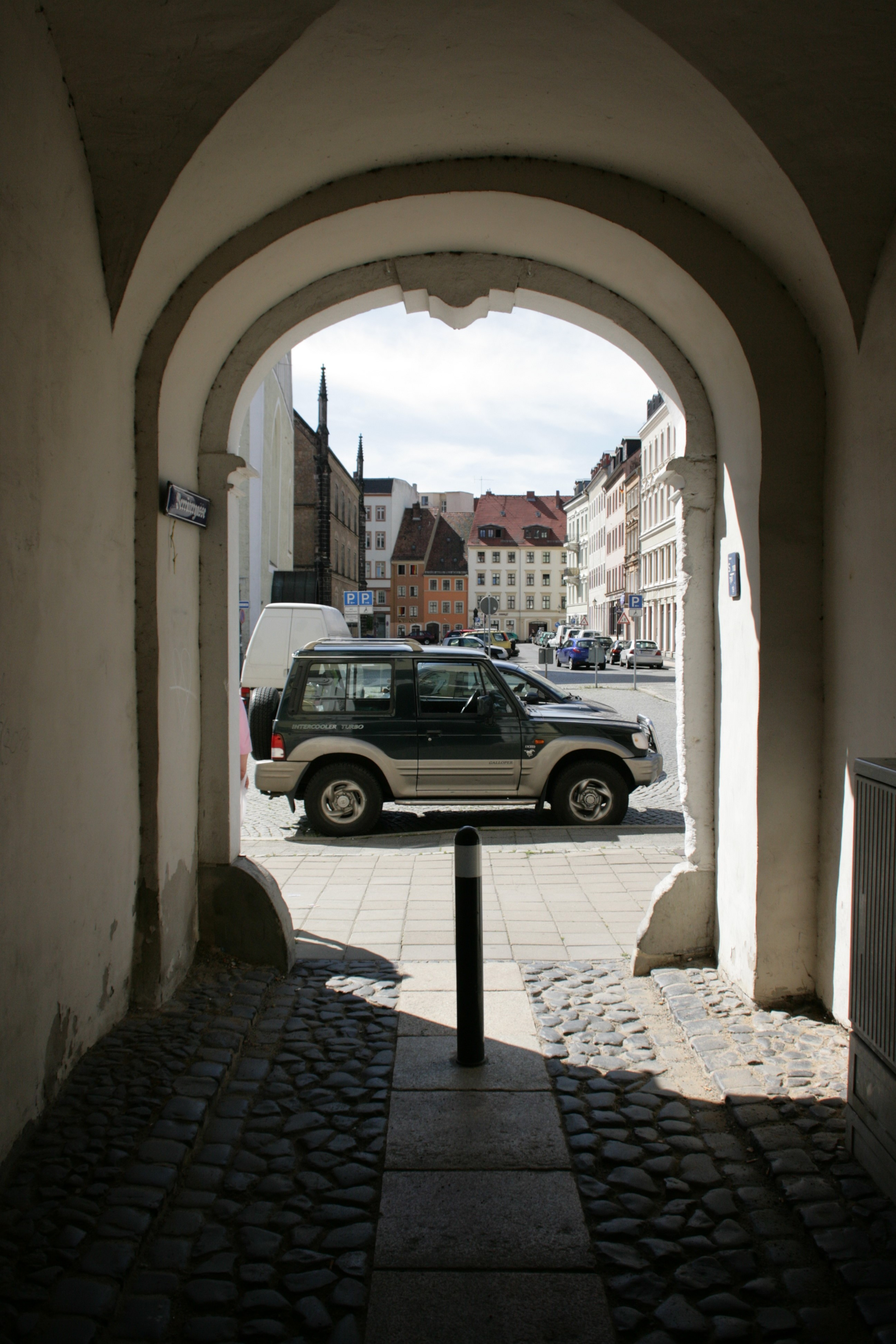
Колёсоотбойная тумба, Германия

Колёсоотбо́йная ту́мба — элемент, предназначенный для защиты углов зданий от ударов колёс проезжающими экипажами.

## Причины возникновения
С тележно-подводных времён оси выступали за основные габариты средств передвижения и разрушали углы зданий, и подворотен в частности.

## Описание и конструкция
Гранитные или металлические столбы, вкопанные по углам обычной въездной арки — это колёсоотбойные тумбы, предназначенные для защиты углов зданий от ударов колёс проезжающими экипажами. Встречается название приворотные столбы. В основном они простой цилиндрической формы, 30—40 см в диаметре и полтора метра высотой, примерно на треть вкапывались в землю. Такие тумбы ставились парами снаружи и внутри арок, но не только. Колёсоотбойники — примета того времени, когда основным транспортом были конные экипажи, начиная от кареты и кончая простой крестьянской телегой. Чтобы предотвратить соприкосновение со ступицей тумбы имеют отклонение от вертикальной оси.
Колёсоотбойными тумбами являются и те столбы, которые ставились на улицах, чтобы отделить проезжую часть от пешеходного тротуара.

## География распространения
Старые колёсоотбойные тумбы находятся в разных городах Европы: в Париже, Одессе, Санкт-Петербурге, Копенгагене, Тбилиси, Берлине, Киеве и др.
С конца XIX века от применения тумб стали понемногу отказываться. Но в последнее время стало модным устраивать пешеходные зоны, и появилась возможность использовать колёсоотбойники в новых условиях.

## Упоминание в литературе
«Я — как петербургская каменная тумба», — сказала как-то Анна Андреевна Ахматова 3. Б. Томашевской, своему давнишнему другу, дочери известного пушкиниста. Каменные и чугунные тумбы стояли раньше у ворот почти каждого дома, кое-где остались и до сих пор — невозможным оказалось их уничтожить, вывернуть из земли. Вот такой запас своей несокрушимой внутренней прочности и имела в виду Анна Андреевна, прибегая к этому горько-ироничному сравнению.

Что мне Париж, раз он не русский?!

Ах, для меня под дождь и град,

На каждой тумбе петербургской

Цветёт шампанский виноград!..

Николай Агнивцев

Какой там двор знакомый есть,

Какие тумбы! Хорошо бы

Туда перешагнуть, пролезть,

Там постоять, где спят сугробы

И плотно сложены дрова...

Владимир Набоков